# رود موما
رود موما (روسی: Мома) یک رودخانه در استان یاقوتستان کشور روسیه است.